# ベロリーナ (小惑星)
ベロリーナ (422 Berolina) は小惑星帯に位置する標準的な小惑星で、ドイツの天文学者、カール・グスタフ・ヴィットによってベルリンのウラニア天文台で発見された。
フローラ族に非常に類似した軌道を持つが、S型小惑星ではないため、フローラ族には分類されない。
ベルリンのラテン語名より名づけられた。